# Tervajärvi (Tärendö socken, Norrbotten)
Tervajärvi är en sjö i Pajala kommun i Norrbotten och ingår i Kalixälvens huvudavrinningsområde.